# مصطفی الخلفی
مصطفی الخلفی (عربی: مصطفى الخلفي)؛ (زاده: ۱۹۷۳) در القنیطره به‌دنیا آمد. وی یک سیاستمدار اسلامی، روزنامه‌نگار و محقق دانشگاهی در مراکش است. وی در سال ۲۰۱۱ پس از پیروزی حزب عدالت و توسعه در انتخابات پارلمانی مراکش به عنوان وزیر ارتباطات و سخنگوی دولت عبدالاله بن کیران خدمت کرد. او در حال حاضر به عنوان وزیر مسئول روابط با مجلس و سازمانهای مجتمع مدنی و همین‌طور سخنگوی دولت سعد الدین العثمانی خدمت می‌کند.

## تحصیلات
مصطفی از زمانی که جوان بود توانست با تحصیلات گوناگون دانشگاهی آشنا شود و در هر زمینه به مدرکی دست پیدا کند. ابتدا مدرک لیسانس علوم ریاضی را بدست آورد، سپس مدرک لیسانس فیزیک در سال ۱۹۹۵ را از دانشکده علوم در القنیطره دریافت نمود. او همچنین در سال ۱۹۹۸ از دانشگاه ابن طفیل مدرک پژوهش‌های اسلامی را بدست آورد و لیسانس علوم سیاسی را نیز از دانشگاه محمد ‍أکدال پنجم کسب نمود و توانست به مدرک کارشناسی ارشد در همین رشته نائل آید.

## فعالیت اتحادیه دانشجویی
او یکی از پیشگامان جنبش دانش‌آموزی و دانشجوی مراکش بود؛ او رهبری جنبش دانشجویان را پس از حمله ایالات متحده به عراق بر عهده داشت و به عنوان سخنگوی دسته دانشجویان شناخته می‌شد.

## تحقیقات علمی
در دوران تحصیلات عالی خود، موضوع پایان‌نامه دکترای خود را در زمینه «روابط آمریکا و چشم‌انداز آن در جنبش اسلامی و به‌طور خاص در مراکش و جهان عرب» بود نوشت. او یک سال را در ۲۰۰۷ به عنوان یکی از محققان در مرکز کارنگی آمریکا گذراند، جایی که با ایده‌های بلند مدت ایالات متحده آشنا بود.
او از سال ۲۰۰۹ مرکز مطالعات و تحقیقات و پژوهش‌های معاصر مراکش را به عنوان مرکز نظارت بر تحول اندیشه‌های مذهبی در مراکش تأسیس نمود.